# Учитель английского (телесериал)
«Учитель английского» (англ. English Teacher) — американский комедийный телесериал, созданный Брайаном Джорданом Альваресом. Помимо самого Альвареса, который исполнил главную роль, в актерский состав вошли: Стефани Кениг, Энрико Колантони и Шон Пэттон. Премьера сериала состоялась 2 сентября 2024 года.

## Сюжет
Прогрессивный преподаватель Эван Маркес устраивается в провинциальную техасскую школу, постепенно сталкиваясь с проблемами профессионального, политического и личного характера.

## В ролях
- Брайан Джордан Альварес — Эван Маркес, учитель английского языка в средней школе Моррисон-Хенсли
- Стефани Кениг — Гвен Сандерс, коллега и лучшая подруга Эвана
- Энрико Колантони — Грант Моретти, директор средней школы Моррисон-Хенсли
- Шон Паттон — Марки Хиллридж, учитель физкультуры
- Кармен Кристофер — Рик Сантана, школьный психолог
- Джордан Фирстман — Малкольм, бывший парень Эванса и бывший учитель Моррисон-Хенсли
- Лэнгстон Керман — Гарри, новый учитель

## Производство
В июне 2022 года было объявлено, что телеканал FX заказал пилот который спродюсирует Пол Симмс. В ноябре 2023 года появилась информация, о подготовке полноценного сериала.
Главную роль в проекте получил Брайан Джордан Альварес. В сентябре 2022 года актёрский состав пополнили Стефани Кениг, Энрико Колантони и Джулиан Серджи. На второстепенные роли были приглашены Кармен Кристофер, Джордан Ферстман, Исенди Тринидад и Лэнгстон Керман. Впоследствии, Шон Паттон заменил Серджи в роли Марки Хиллриджа.

## Отзывы критиков
Рейтинг сериала на сайте Rotten Tomatoes составляет 98% со средней оценкой 8.1/10 на основе 43 обзоров. Консенсус критиков гласит: «Этот ситком откровенно рассказывает о рутинной преподавательской жизни, при этом не уподобляясь скучному домашнему заданию, а оставаясь острумным и жизнерадостным». Оценка проекта на сайте Metacritic составляет 83 балла из 100 на основе 20 рецензий, что приравнивается к статусу «всеобщее признание».